# 2-я бронетанковая бригада (Республика Сербская)
2-я бронетанковая бригада (серб. Друга оклопна бригада / 2 окбр) — бронетанковое подразделение Армии Республики Сербской, участвовавшее в Боснийской войне в составе 1-го Краинского корпуса.

## История

### Состав
Бригада образована 10 июня 1992 года на основе Учебного центра ЮНА «Петар Драпшин» (Баня-Лука). Первым командиром бригады стал полковник Славко Лисица. Штаб бригады располагался на Маняче и в казарме Врбас (Баня-Лука).

### Боевой путь
В ходе операции «Коридор» 2-я бронетанковая бригада находилась в составе 3-й тактической группы. В конце 1992 бригада располагалась на просторах Добоя и созданного сербами коридора, где и провела наибольшую часть войны (отличилась в боях за Добой и Дервенту). В декабре 1993 года подразделения бригады безуспешно пытались закрыть Тешаньский «карман» в ходе операции «Дрина 93». В ходе боснийского наступления под кодовым названием «Ураган» части 2-й бригады под командованием Шкорича не позволили боснийцам захватит Добой, удержав его ценой огромных усилий. После срыва наступления боснийцев она отправилась на Манячу, где с 16-й Краинской моторизованной бригадой получила приказ не допустить прорыва хорватов к реке Врбас.

### Конец войны
Конец войны бригада встретила на Маняче, когда уже шли переговоры на Дейтоне. Через ряды бригады прошли более 2500 человек. Из них 99 погибло, 345 было ранено.

## Память
Бригаде посвящена памятная комната, которая находится в кампусе Университета Баня-Луки.